# Antiochos z Askalonu
Antiochos z Askalonu, řecky Άντίοχος ὁ Ἀσκαλώνιος (asi 125 př. n. l. Aškelon – asi 68 př. n. l.) byl řecký filozof narozený na území dnešního Izraele. Byl žákem Filóna z Larissy, Mnesarcha z Athén a Aenesidema. Vzdělání získal nejen v Athénách, ale i v Alexandrii a v Sýrii. Stal se scholarchou (tedy vedoucím) athénské Akademie (někdy se hovoří o páté Akademii, přičemž Platónova je označována jako čtvrtá,[zdroj?] jindy je Platónova akademie nazývána starou a Antiochova novou). Byl klíčovým představitelem eklekticismu, jenž v Akademii v té době převládl. Usiloval o syntézu platonismu, aristotelismu, stoicismu, peripatetismu a pythagoreismu. Žádal "návrat k Platónovi" a dogmatický výklad Platóna, naopak zavrhl předchozí výklady skeptické, typické pro starou Akademii. Na rozdíl od Platóna (a zejména na rozdíl od jeho prvních žáků) byl ovšem přesvědčen, že mysl dokáže rozlišit mezi pravdou a lží (čímž se přiblížil ke stoikům). Jeho morální filozofie se opírala o Aristotela. Někdy se uvádí, že je zakladatelem tzv. středního platonismu. Jeho spisy se nedochovaly, ale jeho nejznámější žák, Cicero, cituje jeho spis Sosus, polemizující se skepticismem staré Akademie, a Sextus Empiricus zmiňuje jeho spis o logice zvaný Canonica.